# 인도에 반한 죄

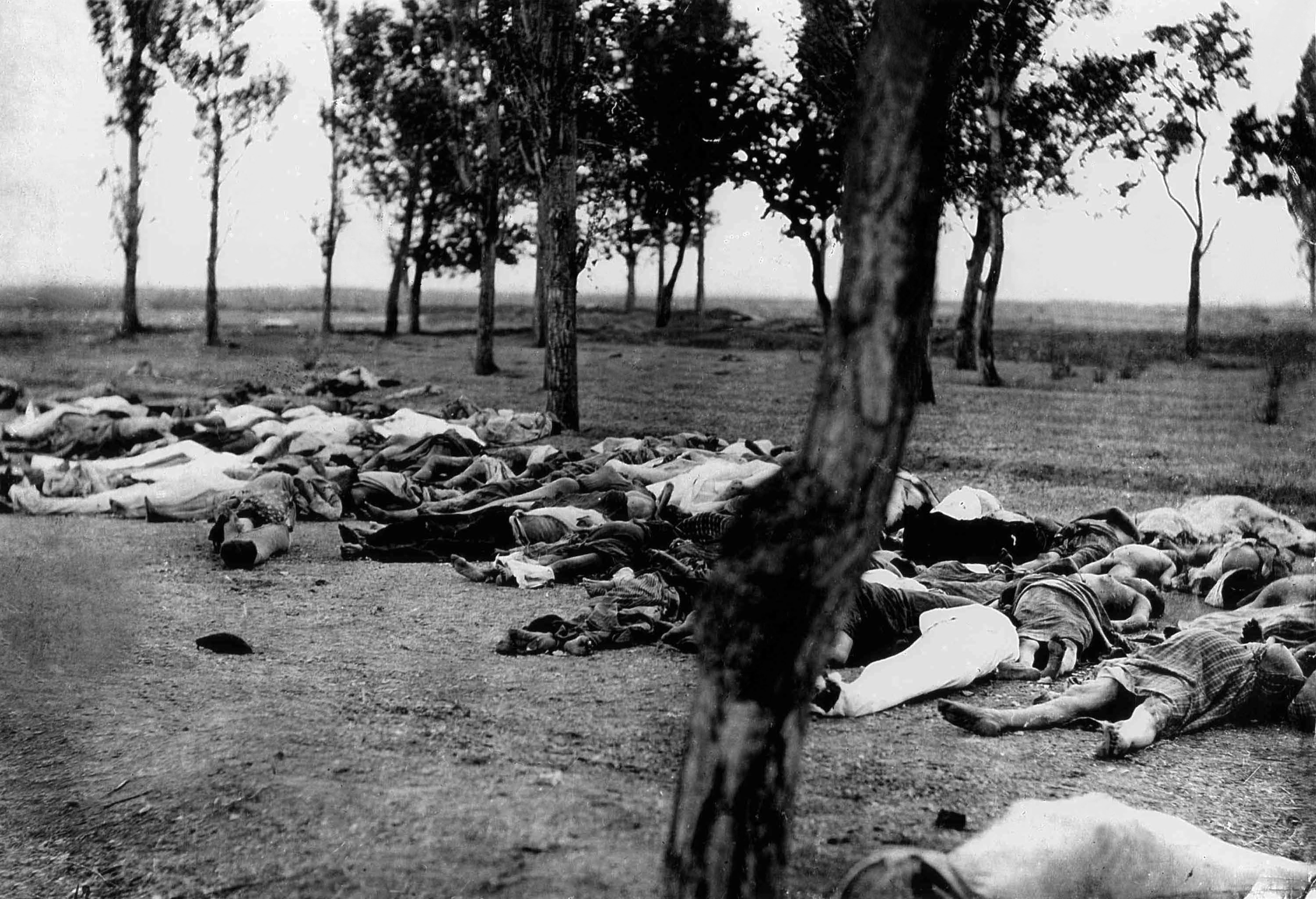
아르메니아인 집단학살(사진)은 "인도에 반한 죄"로 공식 선고된 첫 사건이다.

인도에 반한 죄(人道에 反한 罪, crime against humanity)는 로마규정 제7조에 정의된 국제범죄를 말한다. 인도적 범죄(人道的犯罪), 반인도적 범죄(反人道的犯罪), 반인륜 범죄라고도 부른다. 강행규범으로서, 위반국에 대한 외국의 무력 침공이 국제법상 정당화된다. 국내문제불간섭원칙 참조.
국제형사재판소의 관할권이 인정되는 범죄이다. 국제형사재판소의 관할범죄는 집단살해죄, 인도에 반한 죄, 전쟁범죄, 침략범죄에 한정되며,(5조 1항) 개인을 처벌하며 국가책임은 묻지 않는다.(25조) 국제형사재판소의 관할범죄에 대하여는 어떠한 시효도 적용되지 아니하며,(29조) 로마규정이 발효하기 전의 행위에 대하여 이 규정에 따른 형사책임을 지지 아니한다.(24조 1항)
극동국제군사재판에서 일본의 전범은 A급 전범(평화에 반한 죄), B급 전범(전쟁 범죄), C급 전범(인도에 반한 죄)으로 분류되어 처벌되었다.

## 사건 사례
- 고려인의 강제 이주 -  소련
- 2011년 리비아 봉기 -  리비아

## 같이 보기
- 국내문제불간섭원칙
- 유엔 헌장
- 민족 청소
- 우생학
- 젠더사이드
- 집단살해죄의 방지와 처벌에 관한 협약
- 증오범죄
- 역사 왜곡
- 역사수정주의
- 홀로코스트
- 홀로코스트 부정
- 명예살인
- 인권
- 국제사법재판소
- 국제형사재판소
- 국제인도법
- 국제법
- 전시국제법
- 법치주의
- 731부대
- 세계 인권 선언
- 보편관할권
- 전쟁범죄
- 전시 성폭력